# Татарова, Антонина Ивановна
Антонина Ивановна Татарова (1931-2008) — кондитер, Герой Социалистического Труда (1971).

## Биография
Родилась 25 июля 1931 года в Ростове-на-Дону.
Окончила семь классов школы и школу фабрично-заводского ученичества, после чего работала на Ростовском хлебозаводе № 3, а затем в кондитерском цеху Ростовского хлебокомбината. Начинала в цеху подсобным рабочим, а позднее стала бригадиром рабочих и мастером-кондитером высшего класса.
Татарова являлась создательницей бригады фигурантов, которая занималась изготовлением фигурных тортов. При её участии были созданы торты около 20 наименований, в том числе «Ростов вечерний», «Яблочко», «Лесная быль», «Ореховая ветка», «Колос», «Янтарь», «Весна», «Дружба», «Донской сувенир», «Вечерний», «Детский хоровод». Работала с личным клеймом. Активно занималась обучением кондитеров, в том числе и из других регионов СССР.
Указом Президиума Верховного Совета СССР от 26 апреля 1971 года за «выдающиеся успехи, достигнутые в выполнении заданий пятилетнего плана по развитию пищевой промышленности» Антонина Татарова была удостоена высокого звания Героя Социалистического Труда с вручением ордена Ленина и медали «Серп и Молот».
В общей сложности за 38 лет своей деятельности Татарова создала 72 тысячи тортов.
Была участницей Всемирного Конгресса женщин мира в 1963 году.
Проживала Татарова в Ростове-на-Дону. До пенсии не доработала один год — прямо с работы её забрала «скорая». После нейрохирургической операции она осталась жива, но стала инвалидом первой группы. Частично была парализована.
Умерла 27 января 2008 года. Похоронен на Северном кладбище в Ростове-на-Дону.

## Награды
Была также награждена орденом Трудового Красного Знамени и рядом медалей.